# كريستين جنسن
كريستين جنسن (بالدنماركية: Kristine Jensen)‏ هي مهندسة معمارية ومهندسة المناظر الطبيعية دنماركية، ولدت في 1956 في هرنينغ في الدنمارك.